# The Cherry Thing
The Cherry Thing è un album dalla cantante Neneh Cherry e dalla band The Thing, composta dal sassofonista Mats Gustafsson, dal bassista Ingebrigt Håker Flaten e dal batterista Paal Nilssen-Love. È stato registrato nel 2011 e pubblicato l'anno successivo da Smalltown Supersound.
Il patrigno di Neneh Cherry era il trombettista Don Cherry, uno dei principali interpreti del free jazz.. Il trio The Thing ha preso il nome da un brano di Don Cherry del 1966, Where Is Brooklyn? Neneh Cherry "ha iniziato la sua carriera negli anni '80 come cantante adolescente nei post-punk Rip Rig & Panic e Float Up CP, entrambi band di fusion free jazz e angular funk. Conny Lindstrom, che aveva prodotto album dei The Thing, conosceva anche Cherry e le suggerì di esibirsi con loro."
The Cherry Thing è stato registrato presso gli Harder Sound Studios di Londra e gli Atlantis Studios di Stoccolma.
L'album è stato pubblicato il 19 giugno 2012. Ha raggiunto la posizione numero 16 nella classifica Billboard Jazz Albums.
Il recensore della BBC John Doran ha dichiarato che la registrazione è "uno degli album più divertenti e originali dell'anno". John Fordham di The Guardian ha commentato che la musica "congiunge significativamente il mondo avant-pop della cantante e il sax piatto-ululante, suono sonoro tonante del gruppo che ha stupito il pubblico fin dal 2000". Ben Ratliff del New York Times ha scritto che il contrasto intenzionale tra la tenerezza di Cherry e la forte aggressione sonora della band a volte è diventato sbilanciato a favore di quest'ultimo.

## Tracce
1. Cashback – 5:58
2. Dream Baby Dream – 8:24
3. Too Tough to Die – 5:13
4. Sudden Moment – 8:26
5. Accordion – 6:10
6. Golden Heart – 4:43
7. Dirt – 6:47
8. What Reason – 5:18